# Kasteel Den Halder

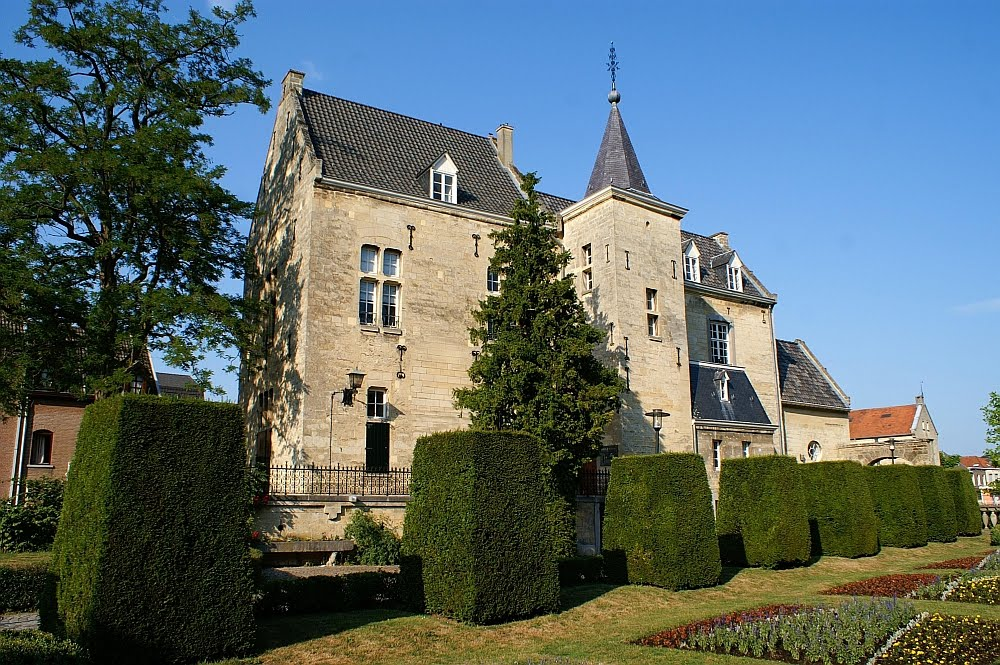
Kasteel Den Halder met de Haldertoren vanuit het zuidwesten

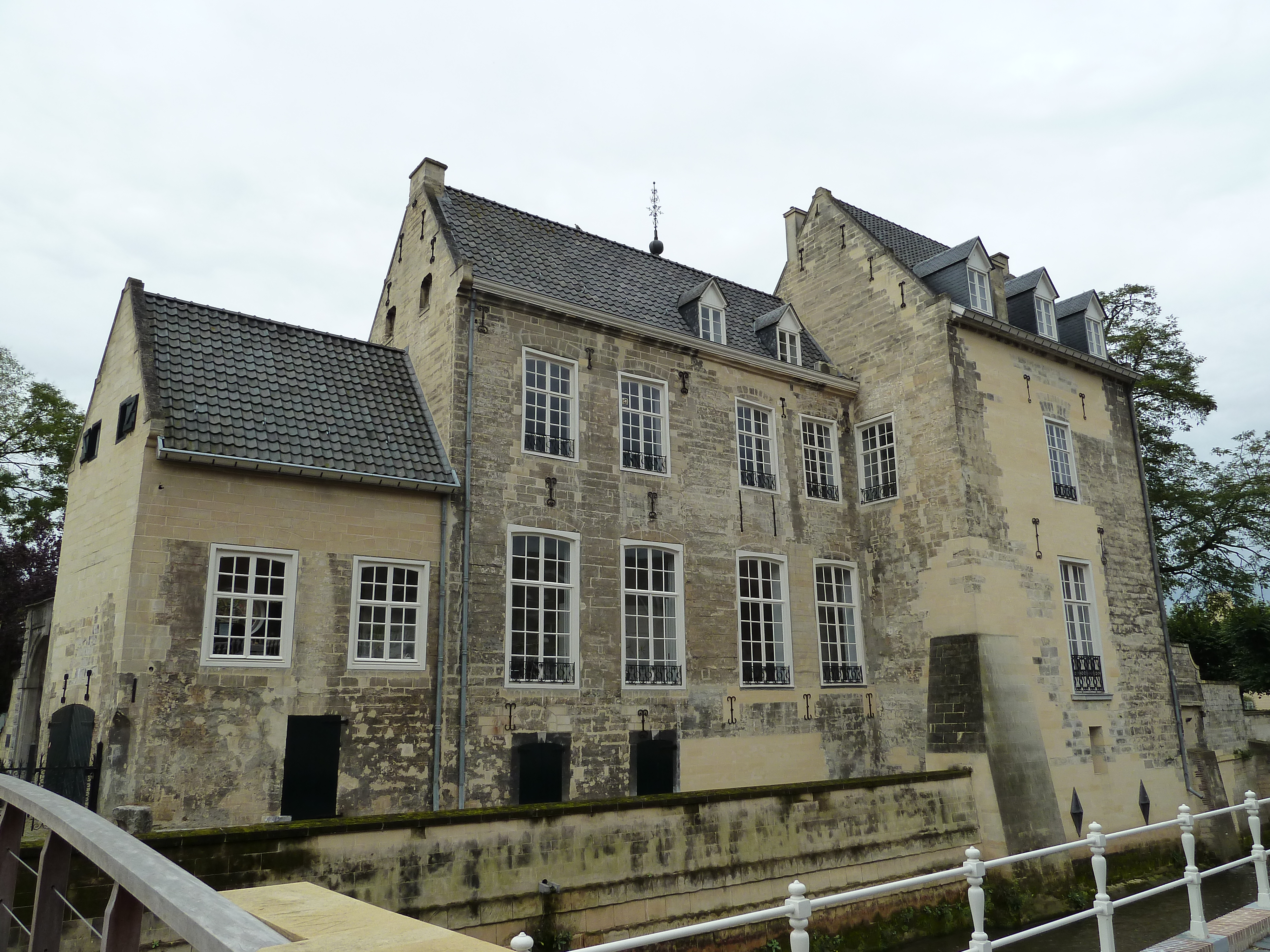
Geulzijde Den Halder

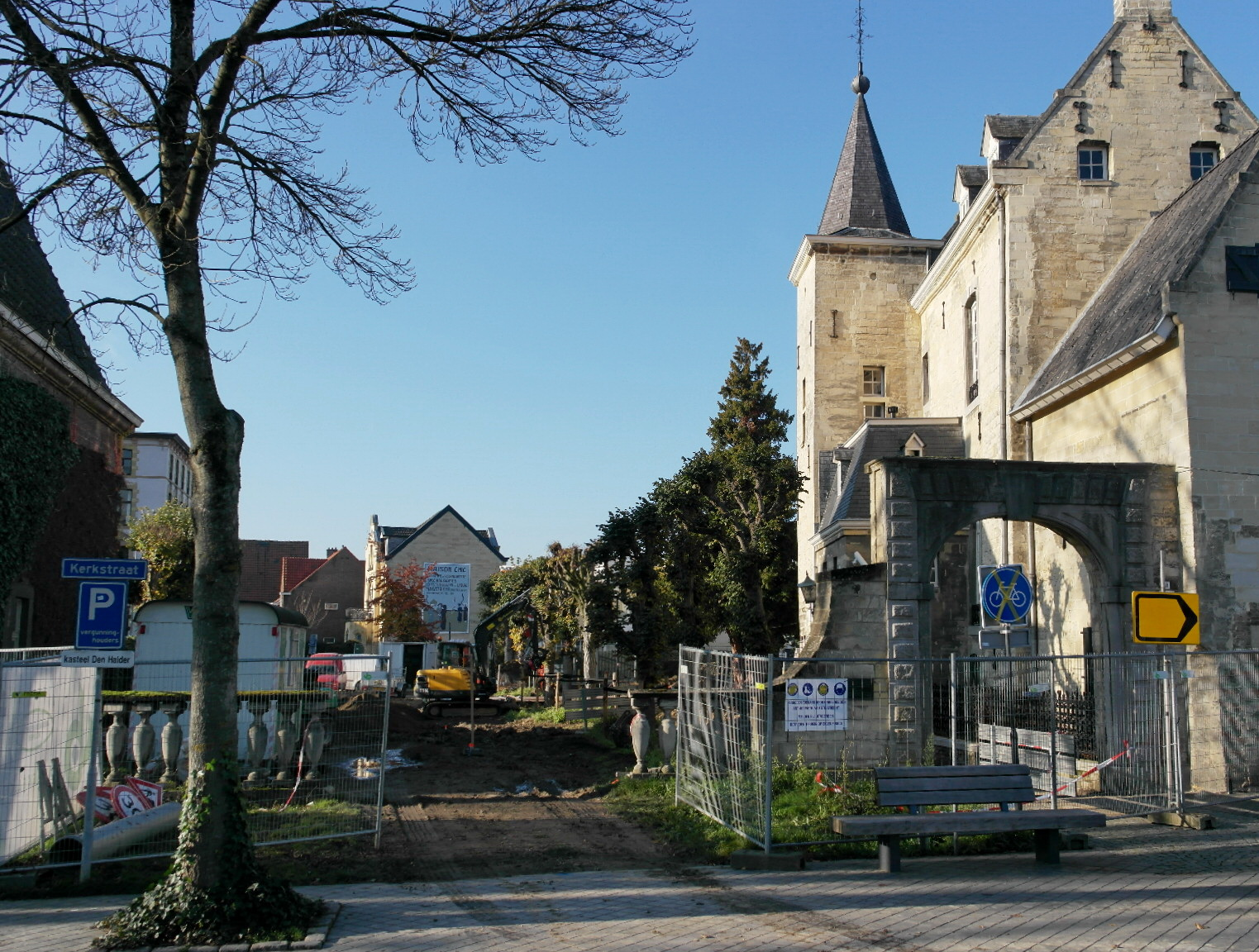
Reconstructie Halderpark (2014)

Kasteel Den Halder is een kasteel in het centrum van het Zuid-Limburgse Valkenburg. Het direct aan de Geul gelegen kasteel is ontstaan uit een middeleeuwse verdedigingstoren, die onderdeel was van de vestingwerken van Valkenburg. Het gebouw is een rijksmonument en is tevens onderdeel van het Buitengoed Geul & Maas.

## Naamgeving
De naam Den Halder is afgeleid van het woord "houder", hetgeen betekent dat de toren bedoeld was om de vijand tegen te houden.

## Geschiedenis
De eerste vermelding van Den Halder als vestingtoren komt voor in een akte uit 1381 van de hertog van Brabant, die Valkenburg na een wekenlang beleg veroverde. De eerste met naam bekende bewoner is ene Peter van Ellerhorn, vermeld in 1573. Den Halder was toen blijkbaar reeds een bewoonde verdedigingstoren of donjon. Den Halder werd pas een echt kasteel in het begin van de 17e eeuw, met name door de grote verbouwing die Gerard van Meer in 1635 liet uitvoeren. Bij het kasteel behoorde een hoeve, een oliemolen, een grote boomgaard en andere landerijen, en enkele vijvers.
In 1739 kocht de Maastrichtse schepen Peter Boomhouwer het kasteel van de familie Van Meers, om het vervolgens door te verkopen aan de burgemeester van Wezet. In 1772 kocht Hendrik Pelerin, zoon van de Maastrichtse arts en hoogleraar Adrien Pelerin, het kasteel, maar omstreeks 1789 vertrok deze naar Engeland. In 1804 verkocht de in Limburg bekende familie Van Pallandt het aan Bertrand Loisel, een Fransman, die in de Franse Tijd in Valkenburg maire (burgemeester) was. De bij het kasteel behorende olie- en meelmolen aan de Lindenlaan kwam eveneens in handen van Loisel en werd onder zijn leiding verbouwd. Sindsdien staat de molen bekend als Fransche Molen.
Doordat Valkenburg zich in de 19e eeuw ontwikkelde tot vakantie- en kuuroord, was er grote behoefte aan bouwgrond voor hotels en buitenhuizen. Een Amsterdamse ontwikkelingsmaatschappij, de Bouwmaatschappij Valkenburg, kreeg het kasteel en omgeving in handen. Er werden verharde wegen en bruggen over de Geul aangelegd, waarmee het gebied een 'stadse' uitstraling kreeg. Een deel werd door de gemeente aangekocht en ingericht als Odapark. De Valkenburger Habets werd de nieuwe eigenaar van het kasteel en liet het grondig restaureren. Daarna waren de families De Casalette en Rooding eigenaren, waarbij het kasteel als kantoor in gebruik was. Tijdens de Tweede Wereldoorlog liep het behoorlijk wat schade op. Na de oorlog werd het kasteel door de gemeente aangekocht en opgeknapt. Het werd het onderkomen van het streekmuseum van Valkenburg en daarna van de provinciale VVV van Limburg.
Tijdens de overstromingen van juli 2021 had ook het pal aan de Geul gelegen kasteel Den Halder last van hoogwater. Na het zakken van het water brak in de nacht van 16 op 17 juli 2021 brand uit in het kasteel; het vuur kon echter vrij snel door de brandweer geblust worden. De oorzaak was kortsluiting nadat de noodaggregaten voor de stroomvoorziening waren aangezet. Bij de brand werd onder andere de hal met de eikenhouten trap beschadigd. Daarnaast waren elke in het gebouw gevestigde kantoren getroffen door roetschade. De kantoren zijn een half jaar buiten gebruik geweest. 

## Beschrijving
Kasteel Den Halder ligt aan het riviertje de Geul, de rivier stroomt langs de achtergevel van het kasteel. Het kasteel is opgetrokken uit Limburgse mergel en bestaat uit een rechthoekig gebouw, in 1635 aangebouwd aan een 15e-eeuwse verdedigingstoren. Deze Haldertoren is een vierkante donjon, die later als traptoren fungeerde. Het grotendeels 17e-eeuwse huis werd in de 18e eeuw gewijzigd. Naast het kasteel is een openbaar stadspark, het Halderpark, dat anno 2014 wordt gereconstrueerd, onder meer om de stadsgracht weer zichtbaar te maken.

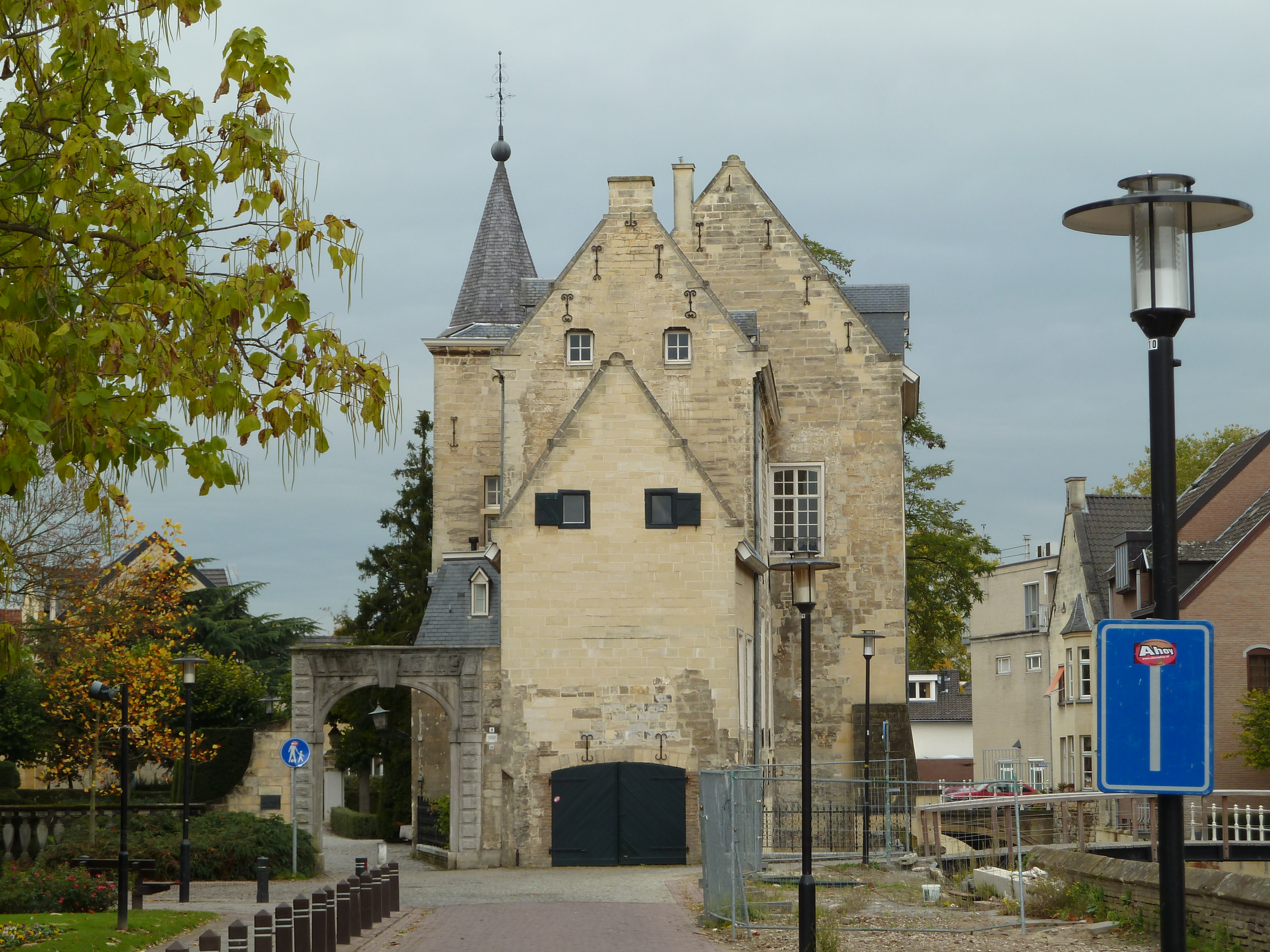
Oostzijde
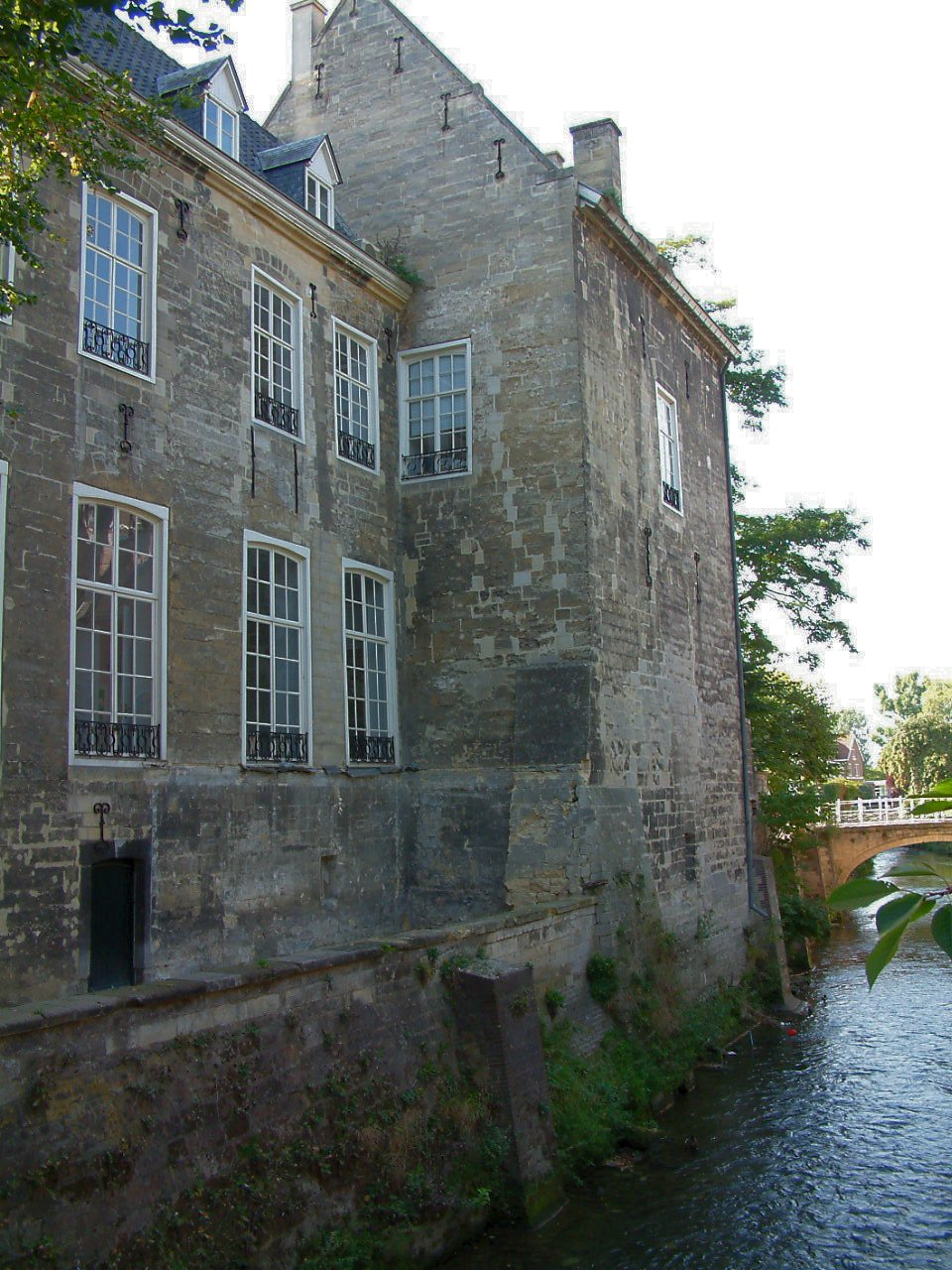
Geulzijde
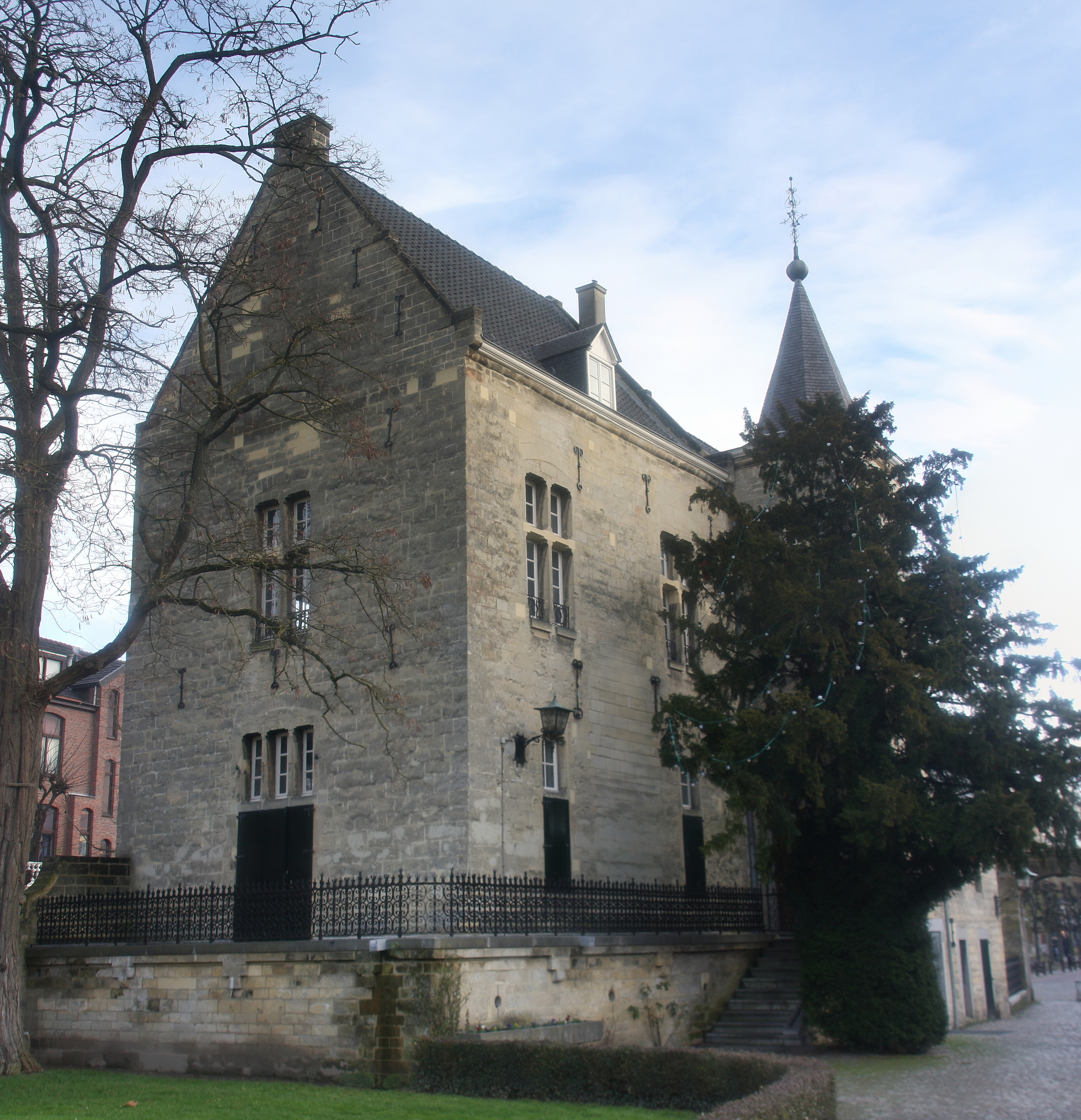
Zuidwestzijde
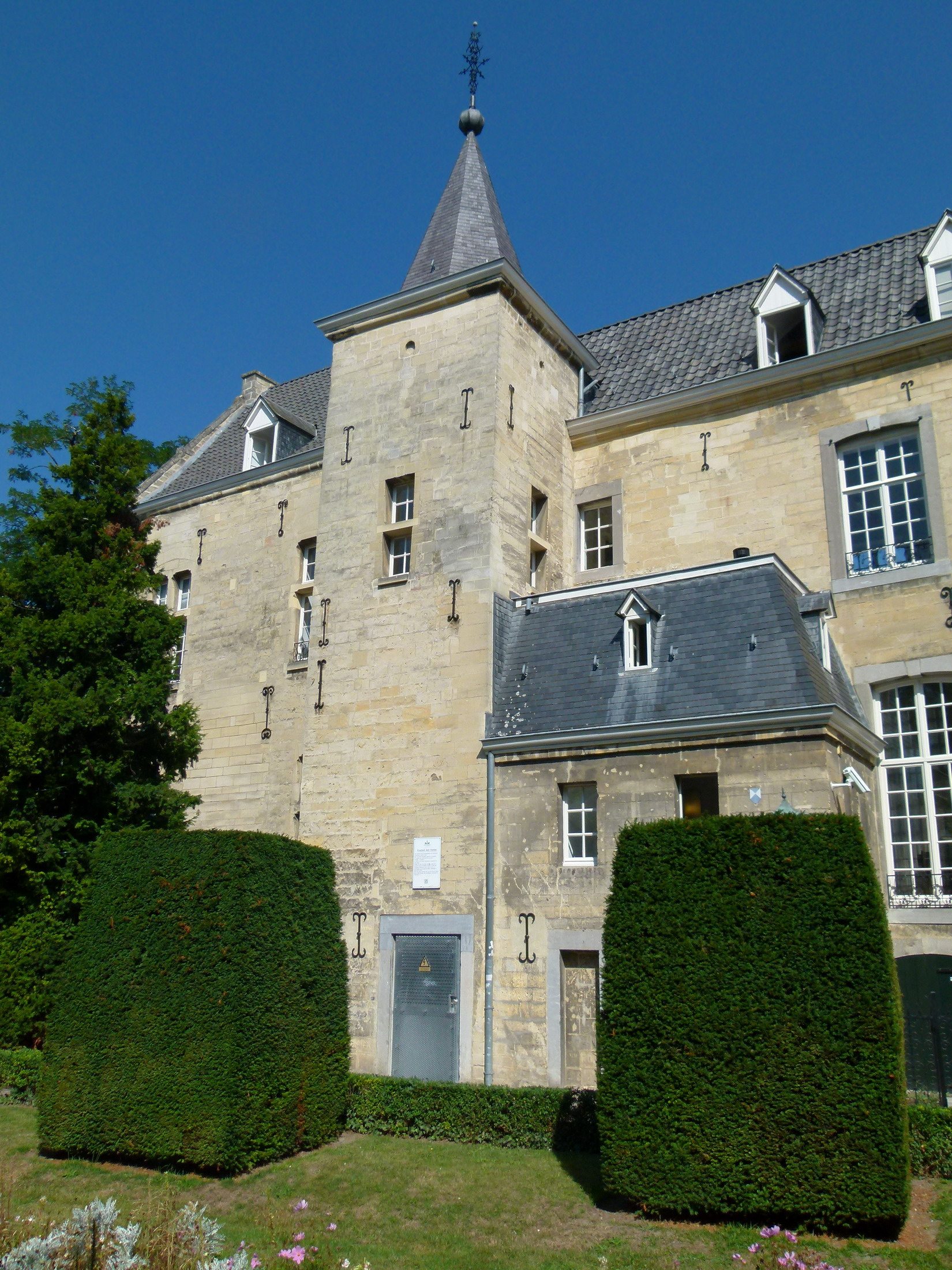
Haldertoren
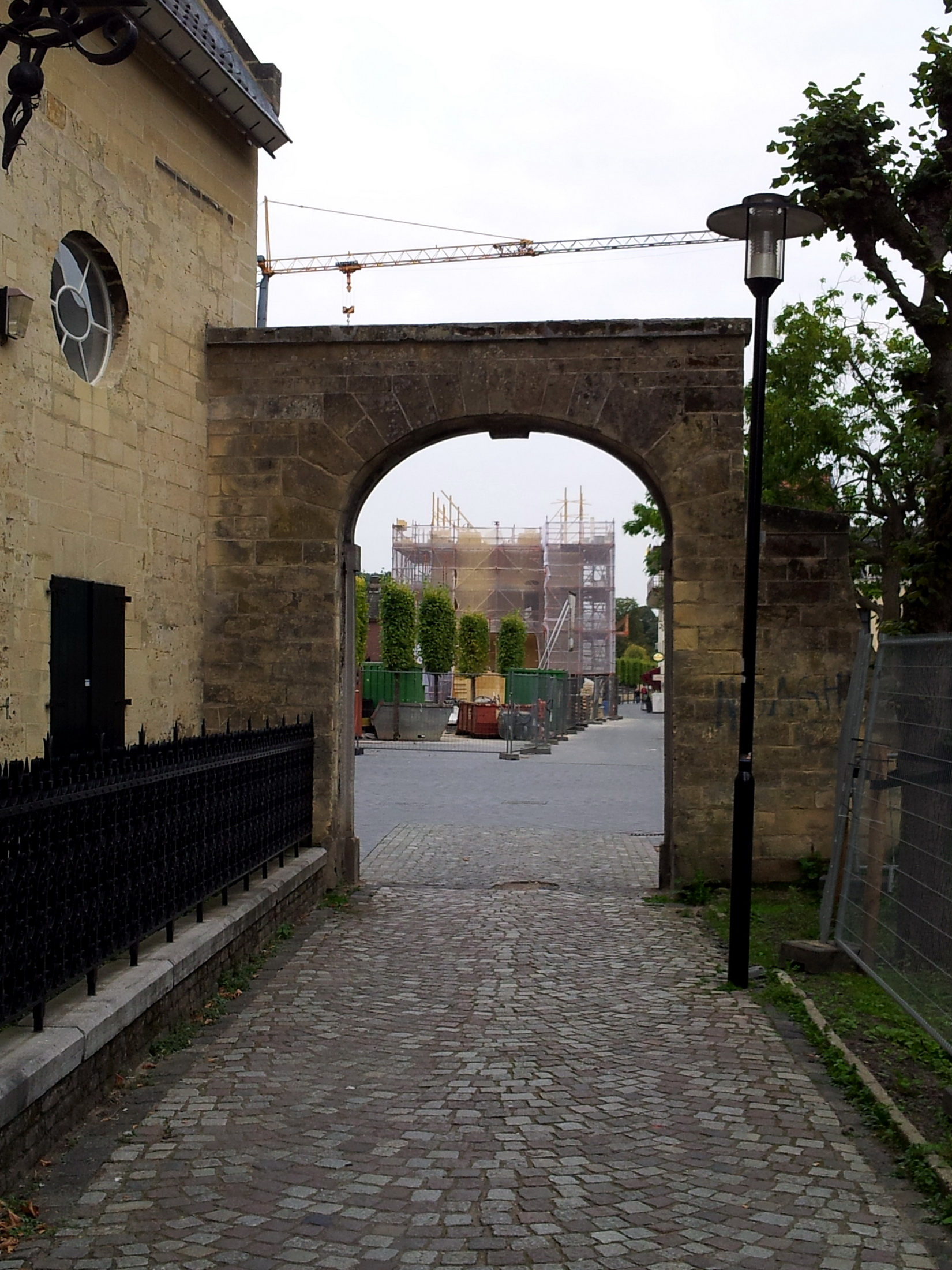
Halderpoortje